# Liste de peintres canadiens
Voici une liste de peintres canadiens classée par ordre alphabétique.
Cette liste est dynamique en ce qu'elle évolue régulièrement et ne sera peut-être jamais complète. Vous pouvez la compléter en citant des sources fiables.
- Haut – A
- B
- C
- D
- E
- F
- G
- H
- I
- J
- K
- L
- M
- N
- O
- P
- Q
- R
- S
- T
- U
- V
- W
- X
- Y
- Z

## A
- Isabella Mary Abbott (en) (1890–1955) –  artiste[1]
- Melita Aitken (1866–1945) –  artiste[2]
- Phil Alain (d) (1968- )
- Amelia Alcock-White (en) (1981- )
- Stephen Andrews (1956-)
- William Armstrong (en) (1822–1914) –  aquarelliste de paysage[3],[4]
- Léo Ayotte (1909–1976) –  peintre[5]
- Philip Aziz (en) (1923–2009) –  peintre, sculpteur[6]

## B
- Earl W. Bascom (en) (1906–1995) –  peintre américain, estampeur et sculpteur, élevé au Canada[7]
- Robert Bateman (1930- ) –  naturaliste et peintre[8]
- François Malepart de Beaucourt (1740-1794) –  peintre[9]
- Arnold Belkin (1930–1992) –  peintre mexicain, connu comme « le fils canadien du Muralisme mexicain »[10]
- Lina Bélisle (1962- ) (dite BEL) peintre[11]
- William Von Moll Berczy (1744–1813) –  pionnier et peintre[12],[13]
- Clément Bérini (1930-1996) peintre reconnu en Ontario au XXe siècle, promoteur de la culture franco-ontarienne
- André Biéler (1896-–11989) : peintre d'origine suisse
- David Bierk (en) (1944–2002) –  peintre canadien d'origine américaine[14]
- Bruno Bobak (1923–2012) –  peintre canadien d'origine polonaise[15]
- Molly Lamb Bobak (1922- ) –  peintre[16]
- Louis Boekhout (1919-2012) peintre paysagiste canadien d'origine néerlandaise
- Blanche Bolduc (1906 or 1907-1999) peintre québécois
- Paul-Émile Borduas (1905–1960) –  peintre connu pour ses œuvres abstraites[17]
- Fritz Brandtner (1896–1969)[18]
- Sandra Brewster (1973-), peintre, artiste multimédia, enseignement de l'art
- Bertram Richard Brooker (1888 – 1955)  –  écrivain, peintre, musicien, et pionnier de l'expressionnisme abstrait canadien[19]
- William Blair Bruce (1859-1906), peintre impressionniste[20].
- William Brymner (1855–1925) –  peintre paysagiste[21]
- Ralph Wallace Burton (en) (1905–1983)[22]
- Jack Bush (1909–1977) –  expressionnisme abstrait[23]

## C

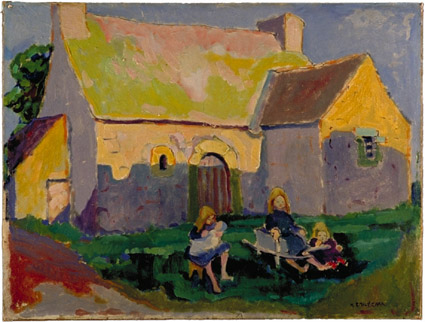
Breton church, Emily Carr, 1906

- Franklin Carmichael (1890–1945) –  artiste, membre du groupe des sept
- Emily Carr (1871–1945) –  artiste et écrivain inspiré par les premières nations de la côte nord-ouest du Pacific (en)
- Alfred Joseph Casson (1898–1992) –  peintre de paysages, forêts et fermes, membre du groupe des sept
- Jack Chambers (1931–1978) –  peintre et cinéaste
- Benjamin Chee Chee (1944–1977) –  peintre ojibwé
- Victor Child (en) (1897–1960) –  illustrateur de journaux, peintre et graveur
- Pierre Clerk (1928- ) peintre, sculpteur et graveur
- Alex Colville (1920–2013) –  peintre
- Bruno Côté (1940- ) –  peintre de paysages
- Holly Coulis (en) (1968- )  – peintre
- Josephine Crease (1864-1947) - aquarelliste
- Sarah Lindley Crease (1826-1922) - aquarelliste et illustration botanique

## D
- Kathleen Daly (en) (1898–1994)  –  peintre
- Ken Danby (en) (1940–2007) –  peintre
- Charles Daudelin (1920–2001) –  sculpteur et peintre
- Forshaw Day (en) (1837–1903) –  peintre et éducateur
- Claire Desjardins (1965- ) –  peintre
- Mary Dignam (en) (1860–1938) –  peintre et activiste
- Edmond Dyonnet (1859–1954) –  peintre

## E
- Allan Edson (1846-1888)  –  peintre de paysages

## F
- Henriette Fauteux-Massé (1924–2005) –  peintre
- George Fertig (en) (1915–1983) –  peintre et photographe
- LeMoine Fitzgerald (en) (1890–1956) –  artiste membre du groupe des sept
- Nehemiah Ford (en) (?-1858/1862) –  personnalité politique et peintre
- Marc-Aurèle Fortin (1888–1970) –  peintre
- Karine Fréchette (1985-) –  peintre

## G
- Clarence Gagnon (1881–1942) –  peintre québécois
- Vaughan Grayson (en) (1894–1995), peintre et graveur de la Saskatchewan
- Chantale Guy (1954-)  – peintre québécoise

## H
- Kazuo Hamasaki (en) (1925-2005) – peintre d'origine japonaise
- Théophile Hamel (1817–1870) – peintre et portraitiste
- Mary Riter Hamilton (1873–1954) – peintre, femme artiste pionnière
- John A. Hammond (en) (1843–1939) –  aventurier, photographe, artiste, estampeur et éducateur
- Lawren Harris (1855–1970) –  peintre, membre du groupe des sept
- Robert Harris (1848–1919) –  peintre connu pour ses portraits des Pères de la Confédération
- Ted Harrison (en) (1926-2015) –  peintre
- Pierre Henry (peintre) (1932-2013) - peintre québécois
- HERMINE (1972– ) –  Caroline Tremblay artiste peintre, sculptrice, photographe
- Prudence Heward (1896–1947) –  peintre membre du groupe de Beaver Hall
- Edwin Holgate (1892–1977) –  artiste, peintre et graveur, membre du groupe des sept

## J
- A. Y. Jackson (1882–1974) –  peintre, membre fondateur du groupe des sept
- Charles William Jefferys (1869–1951) –  peintre, illustrateur, auteur et enseignant
- Frank Johnston (1888–1949) –  artiste membre du groupe des sept
- Henry Wanton Jones (1925-) –   peintre et sculpteur
- Hugh G. Jones (1872-1947) –   architecte et peintre
- Léonel Jules (1953- ) –  peintre

## K
- Paul Kane (1810–1871) –  Irlando-Canadiens peintre de personnalité des Premières Nations de l'ouest canadien et de l'Oregon Country
- Aart Kemink (de) (1914–2006) –  Dutch-Canadian (en) peintre
- Bert Kloezeman (en) (1921- ) –  peintre et éducateur
- Harold Klunder (en) (1943- ) –  peintre canadien d'origine néerlandaise
- Dorothy Knowles (en), (1927- ), peintre
- Cornelius Krieghoff (1815–1872) –  peintre de paysages d'origine néerlandaise
- Maya Kulenovic (en) (1975- ) –  peintre
- William Kurelek (1927–1977)  –  artiste et écrivain

## L
- Stephen Lack (1946- ), acteur, peintre
- Raynald Leclerc (1961- ), peintre
- Ozias Leduc (1864–1955) –  peintre québécois
- Joseph Légaré (1795–1855) –  peintre
- René Lemay (1934-2015) - peintre
- Serge Lemoyne (1941–1998) –  artiste et peintre
- Alphonse Lespérance (1914-2003)  – peintre dans la tradition classique et restaurateur d'églises
- Maud Lewis (1903–1970)  –  peintre
- Édith Liétar (1945- ), peintre belgo-canadienne[24]
- Robert Henry Lindsay (en) (1868–1938) –  peintre
- Oleg Lipchenko (en) (1957- ) –  peintre, artiste graphique et illustrateur
- Arthur Lismer (1881–1969) –  peintre membre du groupe des sept
- Laura Muntz Lyall (1860–1930) –  peintre impressionniste
- John Lyman (1886–1967)

## M
- J. E. H. MacDonald (1873–1932) –  peintre membre du groupe des sept
- Landon Mackenzie (en) (1954- ) –  peintre
- Arthur N. Martin (en) (1889–1961) –  peintre
- Guylaine Malo (1959- ) –  peintre canadienne internationale, et artisan.
- Doris McCarthy (1910- ) –  artiste spécialisée en paysages abstraits
- Helen McNicoll (1879-1915) peintre de paysages
- Ray Mead (en) (1921–1998) –  peintre expressionniste abstrait membre des peintres Eleven
- Kenneth G. Mills (en) (1923–2004) –  peintre
- David Milne (1882–1953) –  peintre, graveur et écrivain
- Lisa Milroy (en) (1959- ) –  peintre
- Berge Missakian (en) (1933- ) –  peintre
- Guido Molinari (1933–2004) –  peintre abstrait
- James Wilson Morrice (1865–1924) –  peintre de paysages
- Kathleen Moir Morris (1893–1986) –  peintre membre du groupe de Beaver Hall
- Norval Morrisseau (1932–2007)  – peintre
- Thomas Mower Martin (en) (1838–1934) –  peintre de paysages
- Kathleen Munn (en) (1887–1974) –  peintre

## N
- Jack Nichols (1921- ) –  peintre
- Guido Nincheri (1885–1973) – vitrailliste et fresquiste d'origine italienne
- Louis de Niverville (1933-2019) – peintre
- Guity Novin (1944- ) –  peintre irano-canadien (en)

## O
- Will Ogilvie (en) (1901-1989) – peintre
- Kim Ondaatje (en) (1928- ) – peintre, photographe et cinéaste
- Toni Onley (en) (1928–2004) – peintre de paysages

## P
- Jobson Paradis (1871-1926) peintre et dessinateur
- Alfred Pellan (1906–1988)
- Sophie Pemberton (1869–1959) –  peintre
- William Perehudoff (en), (1918–2013) peintre
- Lipa Pitsiulak (1943-2010) –  dessin, estampe et sculpture
- Joseph Plaskett (1918- ) –  peintre
- Mary Pratt (1935- ) –  peintre spécialisé en nature morte
- Jon Pylypchuk (1972- ) –  peintre et sculpteur

## R
- Monique Régimbald-Zeiber (1947 - )
- Moses “Moe” Reinblatt
- Jean-Paul Riopelle (1923–2002) –  peintre et sculpteur québécois
- Jim Robb (1933 -) - peintre de Yukon
- Goodridge Roberts (1904–1974) –  peintre
- Danièle Rochon (1946- ) –  peintre québécois
- Trisha Romance (en) (1951- ) –  peintre ontarien
- William Ronald (1926–1998) –  peintre abstrait

## S
- Anne Douglas Savage (1896–1971) –  peintre et enseignante membre du groupe de Beaver Hall
- Jacques Schyrgens (en) (1923- ) –  peintre et illustrateur canadien d'origine belge
- Marian Dale Scott (1906–1993) –  peintre
- Regina Seiden (1892–1991) – peintre membre du groupe de Beaver Hall
- Irène Senécal (1901-1978) peintre
- Jack Shadbolt (en) (1909- ) –  peintre et enseignant
- Henrietta Shore (1880–1963) –  peintre
- Claude A. Simard (1943- ) –  peintre
- Edith Smith (en) (1867–1954) –  peintre et enseignant
- Freda Pemberton Smith (en) (1902–1991) –  peintre
- Gordon A. Smith (en) (1919- ) –  peintre, estampeur, sculpteur et enseignant
- Philippe Sokazo (1962-) –  peintre
- David G. Sorensen (1937–2011) –  peintre
- Owen Staples (en) (1866–1949)  –  peintre, graveur, caricaturiste
- Godfrey Stephens (en) (1939- ) –  peintre, sculpteur
- John Edmund Strandberg (1911-1996) peintre de paysages canadien d'origine suédoise
- Marc St-Jean (1958-) dessin, peintre à l'huile canadien, frontière du réalisme
- Marc-Aurèle de Foy Suzor-Coté (1869-1937)  – peintre et sculpteur

## T
- Daniel Taylor (peintre) (en)Daniel Taylor (1955- ) –  peintre réaliste
- Tom Thomson (1877–1917) –  artiste mentor du groupe des sept
- Gideon Tomaschoff (en) (1956- ) –  artiste
- Gentile Tondino (en) (1923–2001) –  artiste et éducateur
- Tristan Tondino (d) (1961- )
- Laurent Torregrossa (1964– ) –  (dit LO) artiste hyperréaliste.
- Fernand Toupin (1930- ) –  Québec artiste abstrait
- Caroline Tremblay (1972– ) –  (dite HERMINE) artiste peintre, sculptrice, photographe
- Cory Trépanier (en) (1968- ) –  peintre de paysages et cinéaste
- Stéfanie Thompson (1985- )  – peintre

## V
- François Vaillancourt (en) (1967- ) –  peintre
- Frederick Varley (1881–1969) –  peintre membre du groupe des sept
- James Verbicky (en) (1973- ) –  artiste
- Andrée Vézina  (1952- ) –  peintre
- Roy Henry Vickers (en) (1946- ) –  peintre amérindien
- Denis Villemure (1956– ) –  artiste peintre

## W
- Carol Wainio (1955) –  peintre
- Horatio Walker (1858–1938) –  peintre
- Darrell Wasyk (en) (1958- ) –  peintre
- Terry Watkinson (simple) (1940- ) –  peintre, illustrateur et musicien
- Homer Watson (1855–1936) –  peintre de paysages
- Joyce Wieland (1930-1998)  –  cinéaste et peintre
- York Wilson (1907-1984) –  peintre et muraliste
- Robert E. Wood –  peintre de paysages